# دو ۱۵۰۰ متر
دو ۱۵۰۰ متر یکی از رشته‌های دو نیمه‌استقامت است که از اولین دوره المپیک در سال ۱۸۹۶ تاکنون در برنامه این رقابتها قرار داشته‌است. وجیکوب اینگربرایتسن از نروژ با زمان ۳ دقیقه و ۲۸ ثانیه و ۳۲ صدم ثانیه (المپیک توکیو۲۰۲۰) رکورددار این رشته در المپیک است مشخصات مورد نیاز برای دوندگان این رشته تقریباً مشابه دو ۸۰۰ متر است با این تفاوت که استقامت هوازی کمی بیشتر اهمیت داشته و توانایی‌های سرعتی اهمیت کمتری دارد. هرچند ۱۵۰۰ متر به‌طور کلی یک رشته هوازی است اما توانایی‌های بی‌هوازی هم در آن نقش دارد.
هشام الگروج دونده مراکشی با رکورد ۳ دقیقه و ۲۶ ثانیه رکورد جهانی این رشته در بخش مردان را به نام خود ثبت کرده‌است. وی در این دو هر دور چهارصد متری را به‌طور میانگین زیر ۵۵ ثانیه و هر ۱۰۰ متر را زیر ۱۳٫۸ ثانیه دویده‌است. در دهه ۱۹۷۰ و ۸۰ دوندگان بریتانیایی در این رشته حرف اول را می‌زدند و گاهی دونده‌های فنلاندی، آمریکایی و نیوزیلندی نیز آنها را به چالش می‌کشیدند اما از دهه ۱۹۹۰ به بعد دونده‌های آفریقایی در این دو موفق‌تر ظاهر شده‌اند و مدال‌های طلای المپیک از آن زمان بین دوندگان کنیایی، مراکشی و الجزایری تقسیم شده‌است.
دو ۱۵۰۰ متر از المپیک ۱۹۷۲ به بعد در بخش زنان نیز برگزار می‌شود و چو یونشیا دونده چینی رکورد این ماده را با زمان ۳:۵۰:۴۶ در اختیار دارد.
۱۵۰۰ متر تاکتیکی‌ترین رشته دو محسوب می‌شود. بسیاری از دوهای ۱۵۰۰ متر به خصوص در فینال قهرمانی جهان و المپیک با سرعتی بسیار کمتر از حد انتظار انجام می‌شوند چراکه هیچ‌یک از دونده‌ها تمایل ندارند جلوتر از بقیه قرار بگیرند. دونده‌ها در طول مسابقه برای قرار گرفتن در جایی مناسب در گروه با هم رقابت می‌کنند تا در دور پایانی با حداکثر سرعت مسابقه را به پایان برسانند. یکی از مهم‌ترین نمونه‌ها مسابقه فینال المپیک ۱۹۹۲ بارسلون بود که نفر اول گروه ۴۰۰ متر اول را با سرعت ۶۲٫۲۵ و ۴۰۰ متر دوم را با سرعت ۶۴٫۵۸ دوید و پس از آن سرعت دونده‌ها به شدت بالا رفت به طوریکه فرمین کاچو در ۴۰۰ متر آخر زمان ۵۰٫۵ ثانیه را به جا گذاشت آنهم در حالیکه مرتب به پشت سر خود نگاه می‌کرد و در لحظات آخر در حال شادی بود.